# Willi Langenhan

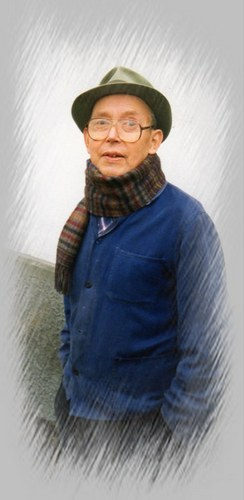
Willi Langenhan

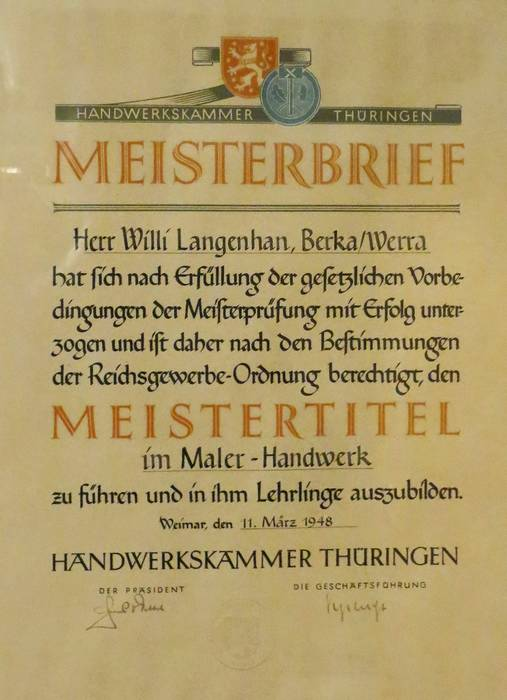
Meisterbrief Willi Langenhan

Willi Langenhan (* 23. Oktober 1919 in Berka/Werra; † 25. Mai 1994 in Eisenach) war ein deutscher Malermeister und Künstler. Neben der „normalen“ Arbeit als Malermeister in seinem Handwerksberuf hat Willi Langenhan über 240 Gemälde der verschiedensten Motive und Malweisen geschaffen.

## Leben
Nach dem Besuch der achtjährigen Volksschule begann Willi Langenhan 1934 eine Malerlehre in Eisenach bei Alwin Trabert und beendete sie 1937/38 mit seiner Gesellenprüfung. Während seiner anschließenden Arbeit als Malergeselle im Handwerksbetrieb von August Katzmann in Berka/Werra erfolgte dann die Einberufung zur Wehrmacht, die Ausbildung zum Fernschreiber und der Einsatz während des gesamten 2. Weltkrieges bei einer Luftwaffen - Nachrichteneinheit.
Bereits am 27. Mai 1945 wurde der in Griechenland an Malaria erkrankte 26-jährige Willi Langenhan, in Bayern, aus amerikanischer Kriegsgefangenschaft entlassen und kam als einziger von fünf Söhnen aus dem Krieg zu seinen Eltern nach Berka/Werra zurück.
An der „Meisterschule für Handwerk und angewandte Kunst“ in Weimar, u. a. bei Prof. Engelbert Schoner, begann Willi Langenhan seinen Meisterkurs, den er am 11. März 1948 mit seinem Meisterbrief abschloss. In den Kursen bei Engelbert Schoner beschäftigte sich Willi Langenhan leidenschaftlich und schwerpunktmäßig mit Freihandzeichnen in Bleistift und Kohle, Ölmalerei, Aquarellmalerei, Entwurf & Ornamentik, den „klassischen“ alten Meistern und ihrem Malstil und allgemeiner Kunstgeschichte. Auch die Übungen für Tiermalerei, speziell die Malerei von einheimischen Singvögeln waren Lieblingskurse bei Engelbert Schoner.
Nach dem Erwerb des Meistertitels arbeitete Willi Langenhan als selbständiger Malermeister in Berka/Werra. Alltagstätigkeiten waren Malerarbeiten der verschiedensten Bereiche, z. B. Fassadenanstrich mit eigenem Gerüst, vollständige und komplette Farbgestaltung von Einfamilienhäusern, Schriftentwurf und Gestaltung von Texttafeln und Transparenten, großflächige Wandgemälde in Treppenhäusern von Neubauten, Bemalung von Truhen und Schränken mit Ornamenten und Naturmotiven, Innenraumgestaltung in mehrfarbiger Schablonentechnik, Kalkanstriche in Innenräumen von Produktionsbetrieben.
Immer wieder wurden diese Handwerkstätigkeiten von Phasen künstlerischer Aktivitäten in verschiedenen Genres, Maltechniken und Stilen unterbrochen, Studien in kunstgeschichtlichen Werken und Mal- und Zeichenübungen zur Perfektionierung des Wissens und Könnens waren die Grundlage für das Entstehen von ca. 240 Gemälden als künstlerisches Lebenswerk.
Mit 65 Jahren wurde Willi Langenhan offiziell DDR – Rentner (1984), arbeitete aber über die Altersgrenze hinaus. Sein Malstil war immer perfekter geworden – die Altersweisheit fand ihren Ausdruck in den Gemälden seiner Spätphase, z. B. der gekonnt nachempfundene Malstil von Lovis Corinth in Willi Langenhans „Winter im Wald“.
Nach längerer Krankheit starb Willi Langenhan am 25. Mai 1994 mit fast 75 Jahren in Eisenach.

## Werke
Während seines gesamten Lebens - von der Jugend bis ins hohe Alter – hat sich Willi Langenhan mit dem Zeichnen und Skizzieren, mit Schrift, Malerei und Kunst beschäftigt. Zunächst skizzierte er bei den verschiedensten Gelegenheiten Dinge des Alltags mit einem Bleistift auf einen Heft- oder Zeitungsrand, dann verwendete er einen Zeichenblock; in Ermangelung von Papier wurde gelegentlich auch eine aufgerissene Zigarettenschachtel zum Zeichenmaterial. Auch Zeichnungen mit Holzkohle auf Pappe waren üblich. Auch die ganze Palette der Kalligrafie beschäftigte ihn außerordentlich und so waren die Bücher „Deutsche Schriftkunst“ von Albert Kapr und „Die schöne Schrift“ von František Muzika ständig in Benutzung.

### Werkverzeichnis
Das Werkverzeichnis Willi Langenhans umfasst (Stand: Juni 2019) ca. 268 Gemälde.

## Ausstellungen
- Gemäldeausstellung zum 100. Geburtstag von Willi Langenhan Kunstverein Eisenach -Thüringer Museums Eisenach, Predigerkirche in Eisenach, 19. September 2019 – 5. Januar 2020.[3]